# Molnár Tibor (labdarúgó, 1993)
Molnár Tibor (Székesfehérvár, 1993. május 12. –) magyar labdarúgó, jelenleg a Puskás Akadémia FC csatára.